# Исландско-мексиканские отношения
Исландско-мексиканские отношения — двусторонние дипломатические отношения между Исландией и Мексикой. Государства являются членами Организации Объединённых Наций, Всемирной торговой организации (ВТО) и Организации экономического сотрудничества и развития.

## История
Государства установили дипломатические отношения 24 марта 1964 года. В 1985 году премьер-министр Исландии Стейнгримюр Херманнссон стал первым главой правительства, посетившим Мексику, где провел переговоры с президентом Мигелем де ла Мадридом.
1 февраля 1999 года премьер-министр Исландии Давид Оддссон осуществил официальный визит в Мексику, где встретился с президентом Эрнесто Седильо. Во время визита лидеры обсудили соглашение о свободной торговле между Мексикой и Европейской экономической зоной (включающей Исландию), а также договорились тесно сотрудничать в целях увеличения объёма торговли, туризма, культурных и образовательных мероприятий между странами, а премьер-министр Исландии объявил, что будет больше инвестировать в Мексику, особенно в город Гуаймас, штат Сонора.
В марте 2008 года президент Исландии Оулавюр Рагнар Гримссон совершил государственный визит в Мексику, где встретился с президентом Фелипе Кальдероном. Министр образования Исландии Торгердюр Катрин Гюннарсдоуттир сопровождала президента и первую леди в этой поездке. Также присутствовали члены министерства иностранных дел Исландии, президентской канцелярии и торговая делегация. Президент Оулавюр Рагнар Гримссон обратился к народу Мексики 11 марта 2008 года, заявив, что в новом столетии человечество нуждается в лидерах для поиска решений, связанных с угрозой изменения климата, которая проявляется в таянии ледников и повышении уровня моря во всем мире. Благодаря Гольфстриму Мексика и Исландия тесно связаны в решении этой проблемы. Протекая из Мексики в Северную Атлантику, Гольфстрим окружает Исландию и составляет часть океанических течений, которые на каждом континенте регулируют климат.
В ноябре 2017 года в Рейкьявике состоялся ежегодный Всемирный саммит, Глобальный форум женщин и лидеров в политике. В мероприятии приняла участие мексиканская делегация во главе с сенатором Марией дель Росарио Гусман Авилес.
В мае 2024 года заместитель министра иностранных дел Мексики Кармен Морено Тоскано направилась в Исландию во главе делегации для участия в IV Саммите глав государств и правительств Совета Европы в качестве постоянного наблюдателя. Во время своей поездки г-жа Морено Тоскано также встретилась с постоянным государственным секретарем Министерства иностранных дел Исландии. В том же году обе страны отметили 60-летие дипломатических отношений.

## Визиты на высоком уровне
Из Исландии в Мексику:
- Премьер-министр Стейнгримюр Херманнссон (1985);
- Президент Оулавюр Рагнар Гримссон (1998, 2004, 2008);
- Премьер-министр Давид Оддссон (1999).

Из Мексики в Исландию:
- Сенатор Мария дель Росарио Гусман Авиле (2017);
- Заместитель министра иностранных дел Кармен Морено Тоскано (2024).

## Двусторонние соглашения
Между государствами подписано несколько двусторонних соглашений, таких как: Соглашение по сельскому хозяйству (2000 год); Соглашение о поощрении и взаимной защите инвестиций (2005 год); Соглашение об избежании двойного налогообложения и предотвращении уклонения от уплаты налогов в отношении налогов на прибыль (2008 год); Меморандум о взаимопонимании по укреплению и развитию двустороннего технического сотрудничества в развитии геотермальной энергетики (2015 год) и Соглашение о воздушном сообщении (2021 год).

## Торговля
В 2001 году Мексика подписала соглашение о свободной торговле с Европейской ассоциацией свободной торговли, в которую входят Исландия, Лихтенштейн, Норвегия и Швейцария. В 2023 году объём товарооборота между государствами составил сумму 16,9 млн долларов США. Экспорт Исландии в Мексику: шины и жгуты, телефоны, запчасти и принадлежности для машинного оборудования, рыбий жир и масла, замороженную, консервированную рыбу и икру, ключи для ручной регулировки, продукты химической промышленности и нефтяные масла. Экспорт Мексики в Исландию: автомобили для перевозки грузов, оси и шатуны, машинное оборудование для обработки данных, детали механизмов, телефоны, инструменты, пластмасса, маргарин, кофе и алкоголь.

## Дипломатические представительства
- Интересы Исландии в Мексике представлены через посольство в Вашингтоне, США, а также имеются почётные консульства в Сан-Франсиско-де-Кампече и Мехико[12].
- Интересы Мексики в Исландии представлены через посольство в Копенгагене, Дания, а также имеется почётное консульство в Рейкьявике[13].